# Batalla de Yahagigawa
La Batalla de Yahagigawa (矢作川の戦い, Yahagigawa no Tatakai) tingué lloc en 1181. Retirant-se de la batalla de Sunomatagawa, Minamoto no Yukiie tractà de resistir destruint el pont sobre el riu Yahagi (矢作川Yahagi-gawa) i la col·locació d'un mur d'escuts defensius. No obstant això es veu obligat a retirar-se al final, però el Clan Taira cancel·là la persecució quan el seu líder, Taira no Tomomori emmalaltí.